# حسین جنتی
حسین جنتی لادانی (۱۳۳۰ – ۲۳ خرداد ۱۳۶۱) فرزند احمد جنتی و از اعضای سازمان مجاهدین خلق بود که در ۲۳ خرداد سال ۱۳۶۱ در نبرد مسلحانه با سپاه پاسداران، کشته شد.

## زندگی

### سوابق قبل از انقلاب
حسین جنتی لادانی، در سال ۱۳۳۰ در قم به‌دنیا آمد، تحصیلات متوسطه را در دبیرستان حکمت گذراند و هم‌زمان وارد فعالیت‌های سیاسی شد و پس از اخذ دیپلم به دلیل فروش جزوه ملحقات توضیح المسائل روح‌الله خمینی، در قم دستگیر و به سه ماه حبس تأدیبی محکوم شد ولی شش ماه در زندان به سر برد. وی اصالتاً متعلق به محله لادان اصفهان که مابین خیابان آتشگاه و خیابان شهید اشرفی اصفهانی (کهن‌دژ) اصفهان است.
او در زندان در جمع اعضای هیئت مؤتلفه حضور داشت و به پای درس و بحث حبیب‌الله عسگراولادی می‌نشست، پس از آزادی فعالیت‌هایش را از سر گرفت و با عزت‌شاهی مرتبط شد و به کمک او به توزیع و تکثیر اعلامیه‌های خمینی و جزوات سیاسی در قم می‌پرداخت.
او از سال ۵۲ به دلیل ارتباط با عزت شاهی و عضویت در سازمان مجاهدین خلق تحت تعقیب بود و با استفاده از اسامی مستعار عبداللهی و احمد زمانی در زندگی مخفی به سر می‌برد. حسین جنتی لادانی ۲۸ مرداد ۵۴ بعد از کشته شدن مجید شریف واقفی و حوادث سال ۱۳۵۴ سازمان مجاهدین، توسط وحید افراخته لو رفت و زیر شکنجه قرار گرفت. او در دادگاه به حبس ابد محکوم شد.
در زندان به‌دلیل اختلاف‌هایی که با سازمان داشت حدود شش ماه در خود بود ولی بعداً به مجاهدین (جمعی که ادامه دهندگان خط حنیف نژاد بودند) پیوست. او در آبان ۵۷ از زندان آزاد شد و به فعالیت در سازمان مجاهدین خلق ادامه داد و در شمار رهبران و فرماندهان قرار گرفت.
او در سال ۵۹ با دختر دانشجویی به نام فاطمه سروری، متولد گلپایگان دانشجوی دانشگاه اصفهان و از اعضای سازمان مجاهدین خلق ازدواج کرد.

### کشته‌شدن پس از انقلاب
حسین جنتی لادانی برای مدتی مسئول دفتر جنبش مجاهدین در اصفهان بود و از طرف این سازمان به همراه فردی به نام فضل‌الله تدین نامزد نمایندگی در دوره اول مجلس شورای اسلامی شد که رأی نیاورد.
او پس از اعلام جنگ مسلحانه مجاهدین خلق علیه نظام جمهوری اسلامی ایران از سازمان حمایت نمود و فعالیتش را بیشتر کرد. او با همسرش به زندگی مخفی روی آورد. وی در روز ۲۳ خرداد سال ۱۳۶۱ در درگیری مسلحانه کشته شد.

## بازماندگان
همسر وی فاطمه سروری بعدها به عراق رفت و به فعالیت خود در سازمان مجاهدین خلق ادامه داد و تا رده‌های بالای سازمان پیش رفت و در سال ۱۳۶۴ از مسئولان نشریه و رادیو صدای مجاهد بود. فاطمه سروری در عملیات مرصاد (عملیات فروغ جاویدان) کشته شد. او در سال ۱۳۵۷ و در جریان انقلاب، از فعالان دانشجو در راه‌اندازی تظاهرات مردمی در شهر گلپایگان بود.
فرزند حسین و فاطمه پسری بود به نام عاصف (محسن). خرداد سال ۱۳۶۱ که محل استقرار مادرش (فاطمه) مورد هجوم قرار گرفت، عاصف ۱۸ ماهه بود که به احمد جنتی پدربزرگش سپرده‌شد، وی در ۱۷ یا ۱۸ سالگی هنگامی که به عنوان یک بسیجی فعال در ستاد امر به معروف و نهی از منکر در حال انجام وظیفه بود در یک حادثه رانندگی درگذشت. هم‌اینک خیابانی در ضلع شمالی میدان انقلاب، به نام عاصف جنتی نامگذاری شده است.